# Demà és avui (Star Trek)
"Demà és avui" (títol original en anglès "Tomorrow Is Yesterday") és el dinovè episodi de la primera temporada de la sèrie de televisió de ciència-ficció estatunidenca Star Trek. Escrit per D. C. Fontana i dirigida per Michael O'Herlihy, es va emetre per primera vegada el 26 de gener de 1967.a ser el primer episodi de Star Trek escrit únicament per una dona (Fontana havia escrit prèviament per a l'episodi "Charlie X", però la història era acreditada a Gene Roddenberry).
A l'episodi, l'Enterprise torna en el temps a la Terra als anys 60, on la Força Aèria dels EUA la detecta. La tripulació ha de corregir els danys a la línia de temps i trobar una manera de tornar al futur.

## Argument
L'USS Enterprise és enviat en el temps a la Terra durant la dècada de 1960 pels efectes de l'alta gravetat "estel negre". L’Enterprise apareix a l'atmosfera superior de la Terra i és detectada pel radar militar.
Quan l’Enterprise és etiquetat com a OVNI, l'Interceptor F-104 de la Força Aèria, pilotat pel capità John Christopher, està remesurat per identificar la nau. Tement que el caça pugui portar armes nuclears, el Capità Kirk ordena que s'utilitzi un raig tractor al jet, que fa que es trenqui. Per salvar la vida del pilot, Christopher és transportat a bord de l' Enterprise.
Tement que Christopher pugui interrompre la línia de temps si torna a la Terra, Kirk decideix al principi que el pilot s'ha de quedar a l' Enterprise. Quan el científic oficial Spock descobreix més tard que el fill no nascut del pilot jugarà un paper important en una futura missió a Saturn, Kirk s'adona que després de tot ha de tornar en Christopher a la Terra.
Després de conèixer l'existència d’una pel·lícula extreta de l’Enterprise per les càmeres laterals de Christopher, Kirk i el tinent Sulu baixa a la base aèria per recuperar la pel·lícula i qualsevol altra prova de la seva visita. Són atrapats per una Patrulla Aèria, que accidentalment activa un senyal d'emergència al comunicador de Kirk i és enviat a bord. Kirk i Sulu continuen la seva recerca, després que Kirk sigui capturat de nou i Sulu s'escapi.
Spock, Sulu i Christopher, que coneixen la disposició de la base, baixen per recuperar Kirk. Després que els guàrdies de Kirk siguin sotmesos, Christopher agafa una de les seves armes i demana que es quedin enrere. Spock, després d'haver previst que Christopher faria aquest intent, apareix darrere de Christopher i el desactiva amb una pessic vulcanià.
Després de tornar a la nau, Spock i l'enginyer en cap Scott informa a Kirk d'un possible mètode d'escapament mitjançant una fona al voltant del Sol per trencar-se i tornar al seu temps. La maniobra és arriscada, ja que fins i tot un petit error de càlcul podria destruir la nau o fer-los perdre la seva pròpia època.
Kirk aprova la maniobra. L’Enterprise comença la maniobra i el temps a bord comença a retrocedir. Christopher és enviat de tornada al seu avió de caça en el moment en què es va trobar per primera vegada amb l' Enterprise, evitant qualsevol evidència cinematogràfica de la nau i esborrant la seva memòria del seu temps a l' Enterprise. El mateix es fa amb el policia aeri. L’Enterprise torna amb èxit al segle XXIII.

## Repartiment i doblatge al català
La sèrie va ser doblada al català pels estudis Tecni-3 (primera part) i Diálogo (segona part) i emesa a TV3 l’any 1989. Els dobladors de l'episodi foren:
| Personatge                | Actor/actriu     | Veu en català                      |
| ------------------------- | ---------------- | ---------------------------------- |
| James T. Kirk             | William Shatner  | Jordi Boixaderas                   |
| Spock                     | Leonard Nimoy    | Isidre Sola i Llop                 |
| Montgomery Scott 'Scotty' | James Doohan     | Joan Carles Gustems Domènec Farell |
| Hikaru Sulu               | George Takei     | Jaume Nadal Enric Cusí             |
| Nyota Uhura               | Nichelle Nichols | Glòria Roig Azucena Díaz           |
| Christine Chapel          | Majel Barrett    | Ana Maria Mauri Rosa Gavin         |
| Capità John Christopher   | Roger Perry      | Carles Sales                       |
| Coronel Fellini           | Ed Peck          | Alfred Lucchetti                   |
| Transportador Kyle        | John Winston     | Joaquim Sota                       |
| Sergent de policia        | Hal Lynch        | Francesc Figuerola                 |

## Producció
L'episodi es va donar originalment com a segona part d'un episodi inicial, "El temps despullat"; quan es va revisar el final d'aquest episodi, "Demà és avui" va ser reelaborat com a història independent.
El productor associat Robert Justman va avalar la idea original de la història, i Dorothy Fontana es va apropar per crear un episodi de televisió. Justman no va rebre cap crèdit ni pagament per fer-ho, on l'agent de Roddenberry va cobrar a l'estudi fins a 3.000 dòlars per les seves pròpies històries i reescriptures.

## Referència en altres històries deStar Trek
El mètode de viatge en el temps d'aquest episodi es va utilitzar posteriorment per enviar l' Enterprise a l'any 1968 a l'episodi de la segona temporada "Missió: la Terra". Es presumeix que es va utilitzar la mateixa tècnica per tornar la nau al seu moment adequat després de la finalització de l'episodi.
El segon número de la temporada del còmic d'IDW Publishing Assignment: Earth (una continuació de l'episodi del mateix nom, basant-se en l'estatus de l'episodi com a pilot fallit per a una sèrie de televisió derivada) mostra als protagonistes, Gary Seven i la seva assistent Roberta Lincoln, involucrant-se perillosament en els esdeveniments de "Demà és avui", actuant pel seu compte per evitar que la presència de l' Enterprise afecti l'historial. A causa de les peculiaritats del viatge en el temps, els membres de la tripulació de l’Enterprise encara no s'han trobat amb Seven i Lincoln en aquest moment, però és la segona trobada de Seven i Lincoln amb ells (pensant que tenen cura d'evitar el contacte directe, així que no és alterar el curs correcte dels esdeveniments).
La "maniobra de la fona" va ser utilitzada per tercera vegada per la pel·lícula Star Trek 4: Missió salvar la Terra, aquesta vegada viatjarà fins a l'any 1986 i tornarà a l’au de presa klíngon, rebatejada com a Bounty, que la tripulació de comandament va capturar al final de Star Trek 3: A la recerca de Spock, fins al 2286.
La doctora Agnes Jurati anota sobre "Penance", el desè episodi de Star Trek: Picard, que va utilitzar el mètode de l’"Enterprise de Kirk" diverses vegades, i va proposar fer el mateix, per tal de restaurar la seva línia de temps. Responent a l'objecció que Kirk va poder tenir èxit només perquè va fer que Spock fes els càlculs, Jurarti va assolir un acord pels serveis de la captiva Reina Borg, que va ser tan ràpida a definir correctament la línia de temps. La Reina Borg, l’almirall Picard, i el seu equip, van volar amb La Sirena fins al 2024 en el següent episodi, "Assimilation".
Al Star Trek Star Fleet Technical Manual es descriu, en dos pròlegs al manual pròpiament dit, com el seu contingut descarregat accidentalment a l'ordinador principal d'una instal·lació de la Força Aèria dels Estats Units situada a Omaha durant el temps de viatge accidental fr l’Enterprise recollit a "Demà és avui", concretament a la Base de la Força Aèria Offutt, quarter general del Comandament Aeri Estratègic, esmentat a com la instal·lació d'Omaha al guió.

## Recepció
El 2009, Tor.com el va puntuar amb un 5 sobre 6, assenyalant que va donar una puntuació d’ "esperança i optimisme i il·lusió per la nova frontera" en un moment abans de la primera missió d'aterratge lunar. El dia després que aquest episodi es va emetre per primera vegada es va veure el desastre de l'Apollo 1.
Zack Handlen de The A.V. Club va donar a l'episodi una qualificació "B-", descrivint-lo com a "tan tan" i "passable".
SyFy va classificar "Demà és avui" com l'11è millor argument de viatge a Star Trek el 2016
El 2018, CBR va classificar aquest com un dels vint-i-un millors dels últims episodis de viatges de totes les sèries Star Trek.
El 2018, BuzzFeed el va enumerar com un exemple d'episodi de sèrie de televisió que serviria com a millor introducció a la sèrie que el pilot.Assenyalen que la franquícia pot ser superada pels nouvinguts i van lloar aquest episodi com a "bell, dur i realment et fa pensar".
El 2019, Nerdist va classificar "Demà és avui" com el sisè millor episodi de viatge de tot Star Trek.